# S.P.Q.R. (film 1972)
S.P.Q.R. è un film del 1972 diretto da Volker Koch.

## Trama
Uno spaccone americano, una studentessa di recitazione, una cameriera di Monaco e il suo fidanzato che sperano di fare soldi a Roma.